# ليو (قسيس)
ليو (بالروسية: Лев)‏ هو قسيس روسي، ولد في 13 أبريل 1946 في Zalužža ‏ في روسيا البيضاء.